# Filippo Silvestro Giulianotti
Filippo Silvestro Giulianotti (Genova, 31 dicembre 1851 – Roma, 5 marzo 1903) è stato uno scultore italiano.
Possiamo trovare alcune sue opere in numerose piazze d'Italia.

## Opere

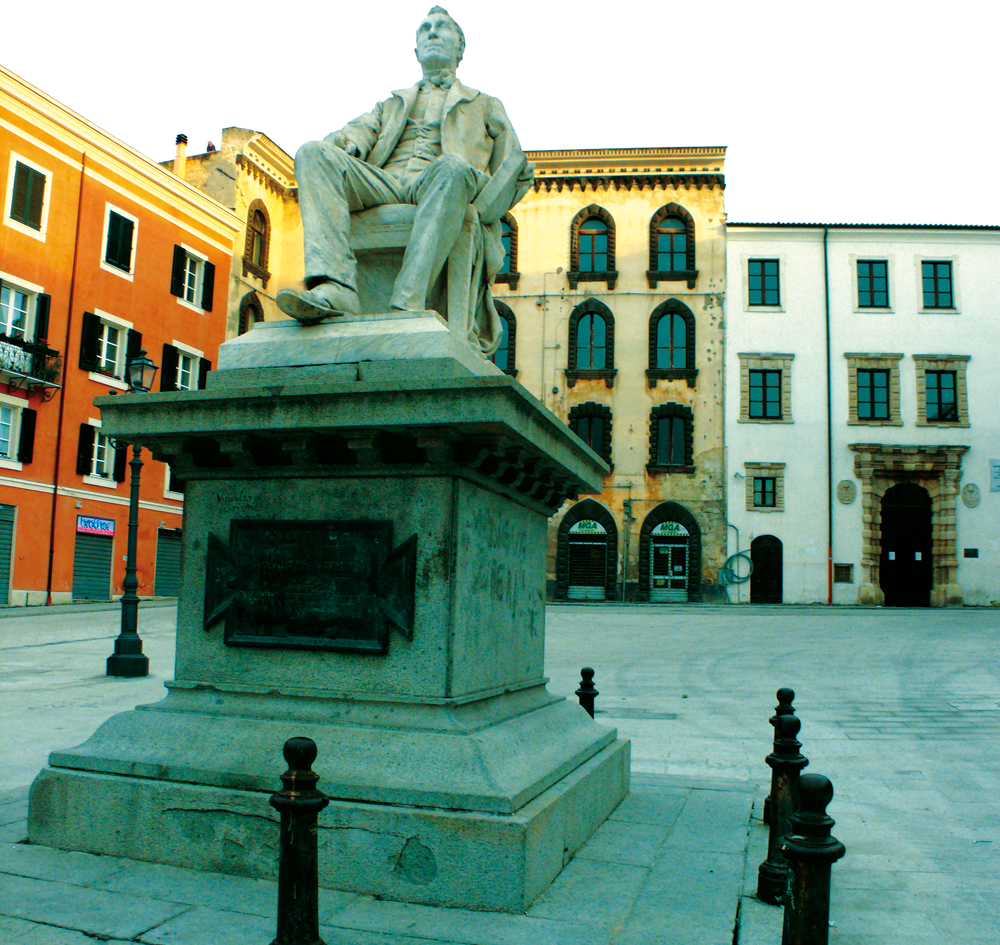
La statua di Pasquale Tola realizzata dal Giulianotti

- Monumento a Giuseppe Mazzini, Sassari, Emiciclo Garibaldi, 1889
- Busto di Giuseppe Mazzini, Forlì, Municipio, 1890
- Monumento a Giuseppe Mazzini: Sestri Ponente, 1890
- Monumento a Pasquale Tola, Sassari, Piazza Tola